# Pomacea canaliculata
Pomacea canaliculata — вид прісноводних молюсків класу Черевоногих (Gastropoda).

## Назва
В англійській та німецькій мовах Pomacea canaliculata називають «яблучним равликом».

## Життєвий цикл

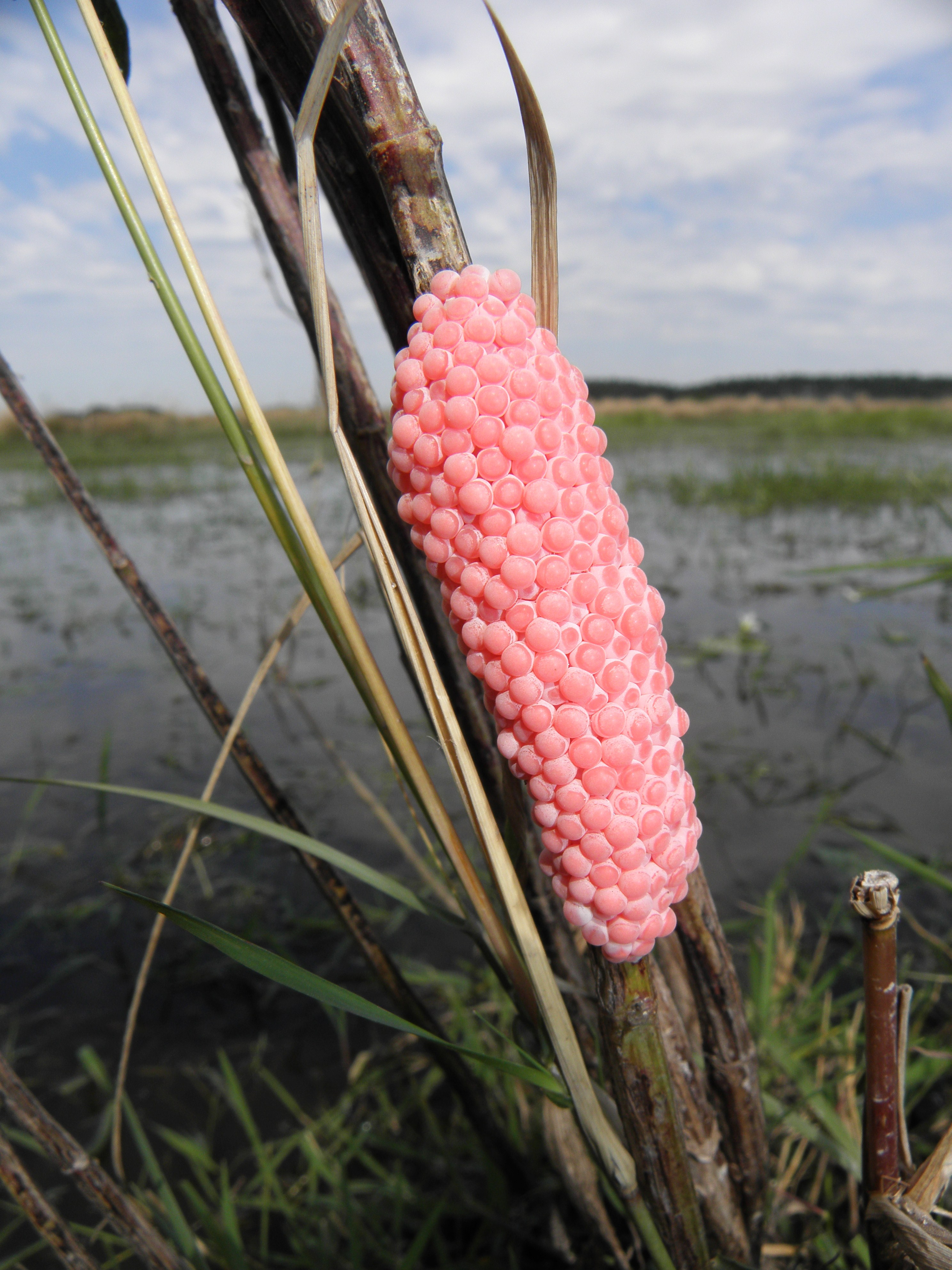
Яйця Pomacea canaliculata

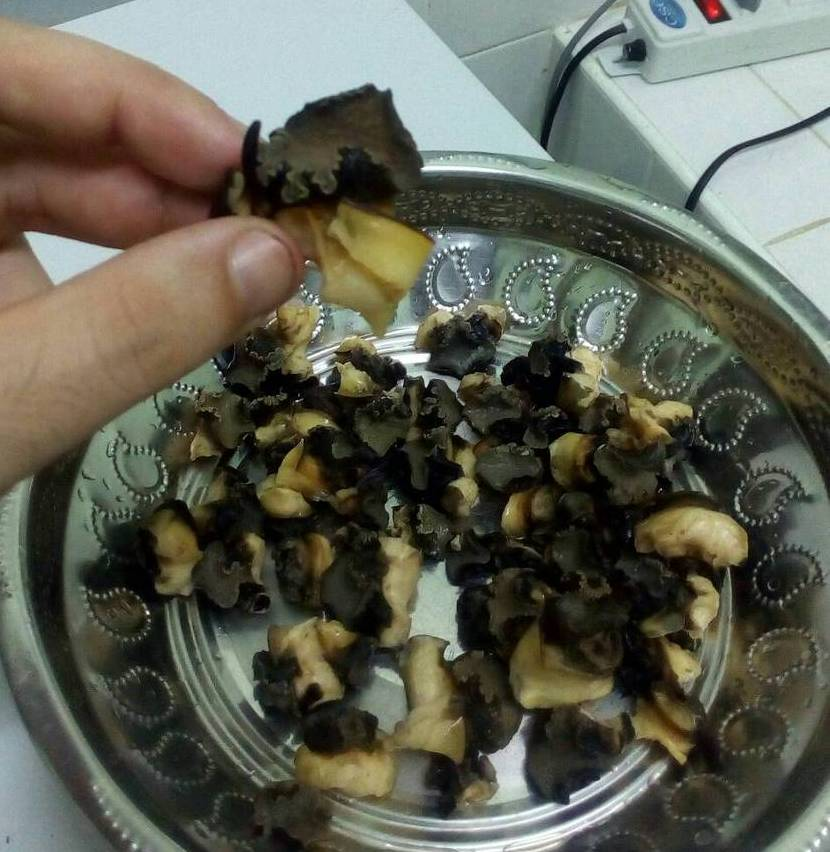
Очищені та приготовлені молюски Pomacea canaliculata

Всеїдний. Відкладає яйця рожевого кольору.

## Поширення та середовище існування
Походить з Південної Америки. На сьогоднішній день поширений у тропічних країнах. Знищує та витісняє популяції місцевих молюсків та шкодить насадженням рису і таро.

## Практичне використання
Вживається у їжу в Китаї та Таїланді.
Споживання неприготовленого молюска призводить до зараження Angiostrongylus cantonensis і захворювання ангіостронгільозом.
В краю Ісаан, Таїланд, цього молюска збирають жінки та діти протягом дощового сезону у ставках, полях і болотистих місцевостях. У сухий сезон його потрібно діставати з-під багнюки. Зібраних молюсків миють, пропарюють і відділяють від мушлі. Їдять зі смаженим рисом, перцем, рибним соусом і лаймом.